# Rhabdotis giannatellii
Rhabdotis giannatellii är en skalbaggsart som beskrevs av Antoine, Beinhundner och Legrand 2003. Rhabdotis giannatellii ingår i släktet Rhabdotis och familjen Cetoniidae. Inga underarter finns listade i Catalogue of Life.